# Ilia Rosliakov
Ilia Sergueïevitch Rosliakov (en russe : Илья Сергеевич Росляков ; né le 18 février 1983 à Mourmansk) est un sauteur à ski russe.

## Palmarès

### Jeux olympiques
| Épreuve / Édition | Vancouver 2010 |
| Grand Tremplin    | 44e            |
| Par équipes       | 10e            |

### Championnats du monde
| Épreuve / Édition | Épreuve / Édition | Val di Fiemme 2003 | Sapporo 2007 | Liberec 2009 | Oslo 2011 | Val di Fiemme 2013 |
| Petit Tremplin    | Petit Tremplin    | 27e                | 19e          | 28e          | -         | 46e                |
| Grand Tremplin    | Grand Tremplin    | 30e                | 31e          | 44e          | 31e       | 37e                |
| Par équipes       | PT                | -                  | -            | -            | 9e        | -                  |
| Par équipes       | GT                | -                  | 6e           | 9e           | 9e        | 9e                 |

### Championnats du monde de vol à ski
| Épreuve / Édition | Planica 2010 |
| Par équipes       | 9e           |

### Coupe du monde
- Meilleur classement final : 38e en 2009.
- Meilleur résultat individuel : 12e.
- 2 podiums par équipe.